# 오야 사쿠라
오야 사쿠라(일본어: 大矢 さくら, 2005년 3월 18일 ~ )는 일본의 여자 축구 선수이다.

## 국가대표팀 경력
그녀는 2022년 FIFA U-17 여자 월드컵에 참가할 일본 U-17 국가대표팀에 발탁되었으며, 3경기에 출전했다.